# Taça de Portugal 1984/85
Die Taça de Portugal 1984/85 war die 45. Austragung des portugiesischen Pokalwettbewerbs. Er wurde vom portugiesischen Fußballverband ausgetragen. Pokalsieger wurde Benfica Lissabon, das sich im Finale gegen den FC Porto durchsetzte. Benfica qualifizierte sich damit für den Europapokal der Pokalsieger 1985/86.
Alle Begegnungen wurden in einem Spiel ausgetragen. Bei unentschiedenem Ausgang wurde zur Ermittlung des Siegers eine Verlängerung gespielt. Stand danach kein Sieger fest, wurde das Spiel wiederholt, eventuell mit Verlängerung und Elfmeterschießen.

## Teilnehmende Teams
| Primeira Divisão (16) | Segunda Divisão (48) | Segunda Divisão (48) | Segunda Divisão (48) |
| --- | --- | --- | --- |
| - Académica de Coimbra - Belenenses Lissabon - Benfica Lissabon - Sporting Braga - Boavista Porto - SC Farense - FC Penafiel - Portimonense SC - FC Porto - Rio Ave FC - SC Salgueiros - Sporting Lissabon - Varzim SC - Vitória Guimarães - Vitória Setúbal - FC Vizela | - RD Águeda - GC Alcobaça - Amora FC - Atlético CP - Desportivo Aves - FC Barreirense - SC Beira-Mar - Juventude Campinense - Benfica e Castelo Branco - Caldas SC - GD Chaves - SC Covilhã - CD Cova da Piedade - O Elvas CAD - SC Espinho - CD Estarreja | - GD Estoril Praia - CF Estrela Amadora - SC Estela Portalegre - AD Fafe - FC Famalicão - CD Feirense - FC Felgueiras - Gil Vicente FC - AD Guarda - Leixões SC - FC Lixa - Lusitânia Lourosa - Lusitano GC Évora - GD Mangualde - FC Marco - AC Marinhense | - Marítimo Funchal - CD Montijo - Nacional Funchal - Odivelas FC - SC Olhanense - FC Paços de Ferreira - GD Peniche - AD Sanjoanense - GD Sesimbra - FC Tirsense - GD Torralta - SC União Torreense - União de Coimbra - União Leiria - União Madeira - UD Valonguense |
| Terceira Divisão (96) | | | |
| - Académico de Viseu FC - Águia CD - CD Alcains - CDR Alferrarede - SC Mineiro Aljustrelense - Almada AC - ACR Alvorense - Amarante FC - Anadia FC - GD da Quimigal Barreiro - CD Beja - SCE Bombarralense - UD Belmonte - GD Bragança - Caçadores Taipas - AC Cacém - SC Campomaiorense - CD Charneca - União Futebol Comércio e Indústria - Atlético Cucujães - Eléctrico Ponte de Sor - Ermesinde SC - SC Esmoriz - CF Esperança Lagos | - AD Esposende - Estrela Vendas Novas - Juventude Évora - CD Fátima - SC Freamunde - CD Gouveia - GD Guiense - FC Infesta - Louletano DC - CD Lousanense - Lusitano FC Vildemoinhos - SC Lusitânia - Lusitano VRSA - CD Luso - CA Macedo de Cavaleiros - CF Marialvas - SL Marinha - GD Marinhais - GD Mealhada - Merelinense FC - SC Mirandela - UR Mirense - CDC Montalegre - Desportivo Monção | - Moreirense FC - Naval 1º de Maio - GD Nazarenos - Neves FC - Sport Nisa e Benefica - SL Olivais - CD Olivais e Moscavide - Oliveira do Bairro SC - UD Oliveirense - Clube Oriental de Lisboa - AD Ovarense - SC Paivense - USC Paredes - SC Penalva Castelo - AD Poiares - AD Ponte da Barca - CD Portalegrense - CDR Quarteirense - SC Régua - GD Riopele - UD Rio Maior - SG Sacavenense - CD Santa Clara - AR São Martinho | - UD Seia - Silves FC - GD Samora Correia - URD Tires - CD Tondela - CD Trofense - União de Almeirim - União Lamas - União FC Moitense - União de Montemor - União de Tomar - União Santiago do Cacém - GD Santacombadense - UD Santarém - CF Valadares - CA Valdevez - SC Valenciano - Vasco da Gama AC - GD Vialonga - SC Vianense - Vieira SC - UD Vilafranquense - SC Vilanovense - Sport Viseu e Benfica |
| Distrikte (32) | | | |
| - SC Alba - GD Alvaiázere - CD Amiense - CF Benefica - GD Baira-Mar - Caçadores Torreenses - Carvalhais FC - Fayal SC | - GD Fajões - AD Fundão - GDR Gafetense - SC Ideal - GD Joane - CF Os Ceramistas - GD de Oliveira de Frades - FC Oliveira Hospital | - Pedrouços AC - CD Pedrulhense - CA Pêro Pinheiro - GD Pescadores - CD Pinhalnovense - CD Portosantense - SC Praiense - Sport Progresso | - Redondense FC - FC Serpa - CD Torres Novas - GD Torre Moncorvo - GD Usseira - GD Valpaços - CF Os Vilanovenses - SC Vila Real |

## 1. Runde
Die Vereine der Primeira und Segunda Divisão stiegen erst in der 2. Runde ein.
|                                    | Ergebnis  |                          |
| ---------------------------------- | --------- | ------------------------ |
| CD Torres Novas                    | 1:4       | Naval 1º de Maio         |
| CD Portalegrense                   | 1:0       | Carvalhais FC            |
| CD Pedrulhense                     | 0:3       | UR Mirense               |
| UD Seia                            | 2:0       | AD Poiares               |
| União de Tomar                     | 4:0       | SL Marinha               |
| Águia CD                           | 2:2 n. V. | CD Pinhalnovense         |
| GD Usseira                         | 1:2       | CD Lousanense            |
| GD Nazarenos                       | 0:0 n. V. | GD Mealhada              |
| Sport Nisa e Benefica              | 1:2       | AD Fundão                |
| CD Amiense                         | 0:1       | CF Marialvas             |
| GD Alvaiázere                      | 0:3       | GD Guiense               |
| Anadia FC                          | 2:1       | SC Campomaiorense        |
| Eléctrico Ponte de Sor             | 0:1       | UD Belmonte              |
| CD Luso                            | 2:0       | UD Rio Maior             |
| GDR Gafetense                      | 0:3       | CD Fátima                |
| União Futebol Comércio e Indústria | 1:0       | CD Charneca              |
| CF Esperança Lagos                 | 1:1 n. V. | SC Praiense              |
| CDR Quarteirense                   | 1:2       | UD Vilafranquense        |
| CD Portosantense                   | 2:0       | Lusitano VRSA            |
| Redondense FC                      | 1:2       | Estrela Vendas Novas     |
| SG Sacavenense                     | 1:0       | Vasco da Gama AC         |
| CD Santa Clara                     | 4:0       | CD Beja                  |
| GD Samora Correia                  | 3:0       | União FC Moitense        |
| CA Pêro Pinheiro                   | 1:2       | Silves FC                |
| Clube Oriental de Lisboa           | 3:0       | GD Baira-Mar             |
| Juventude Évora                    | 2:0       | GD da Quimigal Barreiro  |
| CF Benefica                        | 0:1       | Almada AC                |
| SC Lusitânia                       | 1:0       | AC Cacém                 |
| GD Marinhais                       | 2:0       | SC Mineiro Aljustrelense |
| CD Olivais e Moscavide             | 0:0 n. V. | FC Serpa                 |
| SL Olivais                         | 1:0       | GD Pescadores            |
| CD Alcains                         | 3:0       | SCE Bombarralense        |
| SC Vila Real                       | 3:1       | Atlético Cucujães        |
| Ermesinde SC                       | 3:1       | GD Joane                 |
| AD Esposende                       | 1:1 n. V. | Desportivo Monção        |
| FC Infesta                         | 3:0       | Neves FC                 |
| CA Macedo de Cavaleiros            | 6:1       | GD Torre Moncorvo        |
| Amarante FC                        | 3:0       | União Lamas              |
| SC Alba                            | 0:1       | Sport Progresso          |
| União Santiago do Cacém            | 2:0       | ACR Alvorense            |
| SC Ideal                           | 1:3       | Fayal SC                 |
| URD Tires                          | 0:3       | Louletano DC             |
| GD Vialonga                        | 1:1 n. V. | União de Montemor        |
| Merelinense FC                     | 1:0       | SC Freamunde             |
| GD Fajões                          | 2:1       | CF Os Ceramistas         |
| CF Valadares                       | 5:1       | SC Esmoriz               |
| CD Trofense                        | 2:1       | CA Valdevez              |
| CDC Montalegre                     | 1:3       | AD Ovarense              |
| SC Vianense                        | 3:2       | Caçadores Torreenses     |
| Vieira SC                          | 1:0       | SC Vilanovense           |
| AR São Martinho                    | 3:0       | Caçadores Taipas         |
| SC Valenciano                      | 1:0       | GD Bragança              |
| AD Ponte da Barca                  | 1:0       | GD Valpaços              |
| UD Oliveirense                     | 3:1       | SC Mirandela             |
| USC Paredes                        | 4:0       | Moreirense FC            |
| Pedrouços AC                       | 0:0 n. V. | GD Riopele               |
| GD de Oliveira de Frades           | 0:2       | União de Almeirim        |
| CD Gouveia                         | 00:3 1    | Oliveira do Bairro SC    |
| FC Oliveira Hospital               | 3:1       | CD Tondela               |
| CDR Alferrarede                    | 2:1 n. V. | Académico de Viseu FC    |
| UD Santarém                        | 1:0       | Sport Viseu e Benfica    |
| SC Régua                           | 3:0       | SC Paivense              |
| SC Penalva Castelo                 | 0:0 n. V. | GD Santacombadense       |
| CF Os Vilanovenses                 | 3:1       | Lusitano FC Vildemoinhos |

### Wiederholungsspiele
|                    | Ergebnis              |                    |
| ------------------ | --------------------- | ------------------ |
| SC Praiense        | 3:3 n. V. (4:3 i. E.) | CF Esperança Lagos |
| União de Montemor  | 1:2                   | GD Vialonga        |
| Desportivo Monção  | 1:0                   | AD Esposende       |
| GD Mealhada        | 1:1 n. V. (4:3 i. E.) | GD Nazarenos       |
| GD Santacombadense | 2:1 n. V.             | SC Penalva Castelo |
| CD Pinhalnovense   | 4:0                   | Águia CD           |

## 2. Runde
Die Spiele fanden am 9. Dezember 1984 statt.
|                          | Ergebnis  |                                    |
| ------------------------ | --------- | ---------------------------------- |
| GD Peniche               | 0:1       | Portimonense SC                    |
| FC Penafiel              | 2:0       | Sport Progresso                    |
| Pedrouços AC             | 2:2 n. V. | Desportivo Monção                  |
| CD Pinhalnovense         | 2:2 n. V. | GD Santacombadense                 |
| CD Portalegrense         | 0:1       | CD Montijo                         |
| SC Régua                 | 1:0       | CD Fátima                          |
| FC Porto                 | 2:0       | GD Chaves                          |
| USC Paredes              | 6:1       | SC Valenciano                      |
| AD Ovarense              | 3:1       | União Madeira                      |
| SL Olivais               | 0:0 n. V. | SG Sacavenense                     |
| O Elvas CAD              | 4:0       | AD Guarda                          |
| CD Olivais e Moscavide   | 2:0       | RD Águeda                          |
| Oliveira do Bairro SC    | 0:8       | SC Salgueiros                      |
| CF Marialvas             | 1:1 n. V. | Varzim SC                          |
| Clube Oriental de Lisboa | 2:2 n. V. | CF Valadares                       |
| GD Samora Correia        | 1:0       | Louletano DC                       |
| AD Sanjoanense           | 0:0 n. V. | GD Marinhais                       |
| União de Tomar           | 1:0       | Estrela Vendas Novas               |
| UD Seia                  | 1:3       | FC Vizela                          |
| GD Vialonga              | 2:0       | Nacional Funchal                   |
| Vieira SC                | 1:0       | CD Portosantense                   |
| SC Vila Real             | 2:2 n. V. | CD Trofense                        |
| UD Vilafranquense        | 1:3       | Vitória Guimarães                  |
| GD Torralta              | 0:1       | Gil Vicente FC                     |
| Sporting Lissabon        | 8:0       | UD Valonguense                     |
| GD Sesimbra              | 1:1 n. V. | CD Luso                            |
| CD Santa Clara           | 0:0 n. V. | FC Lixa                            |
| Silves FC                | 1:0       | FC Barreirense                     |
| Sporting Braga           | 1:0       | Vitória Setúbal                    |
| SC Espinho               | 2:1       | União Leiria                       |
| SC Covilhã               | 1:0       | SC Vianense                        |
| Odivelas FC              | 1:2       | União Futebol Comércio e Indústria |
| UR Mirense               | 1:1 n. V. | Almada AC                          |
| Caldas SC                | 0:1       | Belenenses Lissabon                |
| Boavista Porto           | 3:0       | SC Praiense                        |
| CD Cova da Piedade       | 2:0       | CF Estrela Amadora                 |
| Ermesinde SC             | 4:4 n. V. | AR São Martinho                    |
| GD Estoril Praia         | 6:1       | AD Fundão                          |
| CD Estarreja             | 0:1       | Rio Ave FC                         |
| Benfica Lissabon         | 9:0       | AD Ponte da Barca                  |
| Benfica e Castelo Branco | 0:0 n. V. | União Santiago do Cacém            |
| Amarante FC              | 2:1       | Naval 1º de Maio                   |
| CD Alcains               | 1:0       | GD Mangualde                       |
| Amora FC                 | 2:1       | SC Olhanense                       |
| Anadia FC                | 0:2       | FC Tirsense                        |
| SC Beira-Mar             | 1:0       | GD Mealhada                        |
| Atlético CP              | 0:1       | FC Marco                           |
| SC Estela Portalegre     | 2:0       | Juventude Campinense               |
| AD Fafe                  | 0:1       | GC Alcobaça                        |
| Lusitano GC Évora        | 4:0       | CDR Alferrarede                    |
| SC Lusitânia             | 1:0       | FC Infesta                         |
| CA Macedo de Cavaleiros  | 2:0       | SC União Torreense                 |
| AC Marinhense            | 1:0       | Desportivo Aves                    |
| Merelinense FC           | 1:1 n. V. | UD Oliveirense                     |
| Marítimo Funchal         | 4:1       | União de Almeirim                  |
| Lusitânia Lourosa        | 4:0       | UD Belmonte                        |
| Leixões SC               | 3:0       | FC Felgueiras                      |
| FC Famalicão             | 4:0       | Juventude Évora                    |
| GD Fajões                | 0:1       | FC Paços de Ferreira               |
| SC Farense               | 3:0       | UD Santarém                        |
| Fayal SC                 | 0:1       | FC Oliveira Hospital               |
| GD Guiense               | 0:3       | CD Lousanense                      |
| CD Feirense              | 1:1 n. V. | União de Coimbra                   |
| Académica de Coimbra     | 10:10     | CF Os Vilanovenses                 |

### Wiederholungsspiele
|                         | Ergebnis              |                          |
| ----------------------- | --------------------- | ------------------------ |
| União Santiago do Cacém | 1:0                   | Benfica e Castelo Branco |
| AR São Martinho         | 4:3                   | Ermesinde SC             |
| CD Trofense             | 2:0                   | SC Vila Real             |
| União de Coimbra        | 1:0                   | CD Feirense              |
| Varzim SC               | 4:0                   | CF Marialvas             |
| CF Valadares            | 1:1 n. V. (3:5 i. E.) | Clube Oriental de Lisboa |
| SG Sacavenense          | 2:1                   | SL Olivais               |
| UD Oliveirense          | 2:1                   | Merelinense FC           |
| FC Lixa                 | 3:1                   | CD Santa Clara           |
| Almada AC               | 4:0                   | UR Mirense               |
| CD Luso                 | 2:1                   | GD Sesimbra              |
| GD Marinhais            | 0:0 n. V. (5:6 i. E.) | AD Sanjoanense           |
| Desportivo Monção       | 2:0                   | Pedrouços AC             |
| GD Santacombadense      | 0:0 n. V. (0:3 i. E.) | CD Pinhalnovense         |

## 3. Runde
Die Spiele fanden am 6. Januar 1985 statt. (União de Coimbra – SC Salgueiros am 23. Januar 1985)
|                                    | Ergebnis  |                          |
| ---------------------------------- | --------- | ------------------------ |
| CD Pinhalnovense                   | 0:5       | FC Lixa                  |
| Portimonense SC                    | 3:1       | SC Espinho               |
| SC Régua                           | 2:0       | SC Estela Portalegre     |
| FC Penafiel                        | 4:0       | Vieira SC                |
| USC Paredes                        | 2:0       | GD Vialonga              |
| FC Oliveira Hospital               | 0:1       | Gil Vicente FC           |
| UD Oliveirense                     | 1:3       | Amora FC                 |
| SG Sacavenense                     | 5:0       | CD Montijo               |
| GD Samora Correia                  | 1:0       | CD Luso                  |
| Varzim SC                          | 3:0       | Desportivo Monção        |
| Vitória Guimarães                  | 2:0       | CD Alcains               |
| FC Tirsense                        | 2:0       | FC Marco                 |
| SC Covilhã                         | 3:1       | FC Paços de Ferreira     |
| União Santiago do Cacém            | 1:2       | CD Trofense              |
| Sporting Braga                     | 1:0       | Lusitano GC Évora        |
| O Elvas CAD                        | 1:0       | Belenenses Lissabon      |
| Marítimo Funchal                   | 4:1       | AD Ovarense              |
| Boavista Porto                     | 1:0       | AR São Martinho          |
| União Futebol Comércio e Indústria | 3:2       | Lusitânia Lourosa        |
| SC Beira-Mar                       | 0:1       | Rio Ave FC               |
| Amarante FC                        | 2:0       | Silves FC                |
| GC Alcobaça                        | 3:0       | CD Olivais e Moscavide   |
| Almada AC                          | 2:1       | AD Sanjoanense           |
| CD Cova da Piedade                 | 2:1       | FC Vizela                |
| GD Estoril Praia                   | 3:1       | União de Tomar           |
| CA Macedo de Cavaleiros            | 1:3       | Benfica Lissabon         |
| AC Marinhense                      | 1:0       | CD Lousanense            |
| SC Lusitânia                       | 0:0 n. V. | Clube Oriental de Lisboa |
| Leixões SC                         | 2:2 n. V. | Académica de Coimbra     |
| FC Famalicão                       | 2:4       | Sporting Lissabon        |
| SC Farense                         | 0:1       | FC Porto                 |
| União de Coimbra                   | 2:2 n. V. | SC Salgueiros            |

### Wiederholungsspiele
|                          | Ergebnis              |                  |
| ------------------------ | --------------------- | ---------------- |
| Clube Oriental de Lisboa | 2:0                   | SC Lusitânia     |
| Académica de Coimbra     | 2:1 n. V.             | Leixões SC       |
| SC Salgueiros            | 1:1 n. V. (5:4 i. E.) | União de Coimbra |

## 4. Runde
Die Spiele fanden am 2. und 3. Februar 1985 statt.
|                          | Ergebnis  |                                    |
| ------------------------ | --------- | ---------------------------------- |
| SG Sacavenense           | 0:1       | Académica de Coimbra               |
| Sporting Braga           | 3:0       | FC Tirsense                        |
| Rio Ave FC               | 3:1       | GD Estoril Praia                   |
| SC Covilhã               | 1:0       | FC Penafiel                        |
| CD Trofense              | 0:5       | Vitória Guimarães                  |
| Varzim SC                | 4:1       | União Futebol Comércio e Indústria |
| FC Porto                 | 2:0       | Portimonense SC                    |
| Sporting Lissabon        | 0:0 n. V. | O Elvas CAD                        |
| Clube Oriental de Lisboa | 0:2       | Boavista Porto                     |
| Amora FC                 | 0:0 n. V. | Gil Vicente FC                     |
| Amarante FC              | 0:1       | SC Salgueiros                      |
| Benfica Lissabon         | 4:0       | SC Régua                           |
| CD Cova da Piedade       | 2:0       | GC Alcobaça                        |
| Marítimo Funchal         | 3:0       | GD Samora Correia                  |
| AC Marinhense            | 2:1       | FC Lixa                            |
| Almada AC                | 0:2       | USC Paredes                        |

### Wiederholungsspiele
|                | Ergebnis |                   |
| -------------- | -------- | ----------------- |
| Gil Vicente FC | 3:2      | Amora FC          |
| O Elvas CAD    | 0:2      | Sporting Lissabon |

## Achtelfinale
Die Spiele fanden am 16. und 17. März 1985 statt.
|                  | Ergebnis  |                      |
| ---------------- | --------- | -------------------- |
| Rio Ave FC       | 1:1 n. V. | Sporting Lissabon    |
| SC Salgueiros    | 0:1       | Boavista Porto       |
| Varzim SC        | 2:1       | Académica de Coimbra |
| FC Porto         | 1:0       | Sporting Braga       |
| USC Paredes      | 3:1       | AC Marinhense        |
| Gil Vicente FC   | 0:1       | SC Covilhã           |
| Marítimo Funchal | 2:0       | Vitória Guimarães    |
| Benfica Lissabon | 4:0       | CD Cova da Piedade   |

### Wiederholungsspiel
|                   | Ergebnis |            |
| ----------------- | -------- | ---------- |
| Sporting Lissabon | 0:1      | Rio Ave FC |

## Viertelfinale
Die Spiele fanden am 4., 5. und 30. Mai 1985 statt.
|             | Ergebnis |                  |
| ----------- | -------- | ---------------- |
| SC Covilhã  | 1:0      | Marítimo Funchal |
| USC Paredes | 0:3      | Benfica Lissabon |
| FC Porto    | 3:0      | Rio Ave FC       |
| Varzim SC   | 3:2      | Boavista Porto   |

## Halbfinale
Die Spiele fanden am 5. Juni 1985 statt.
|                  | Ergebnis |            |
| ---------------- | -------- | ---------- |
| FC Porto         | 1:0      | Varzim SC  |
| Benfica Lissabon | 2:0      | SC Covilhã |

## Finale
| Paarung          | Benfica Lissabon – FC Porto |
| Ergebnis         | 3:1 (2:0) |
| Datum            | 10. Juni 1985 |
| Stadion          | Estádio Nacional, Oeiras |
| Schiedsrichter   | Raúl Nazaré |
| Tore             | 1:0 Adelino Nunes (14.) 2:0 Michael Manniche (33.) 3:0 Michael Manniche (47., Foulelfmeter) 3:1 Paulo Futre (67., Foulelfmeter) |
| Benfica Lissabon | Manuel Bento – Minervino Pietra, António Bastos Lopes, António Oliveira, Álvaro Magalhães, Shéu, Carlos Manuel (73. Wando), Adelino Nunes, José Luís, Diamantino Miranda (73. Nené), Michael Manniche Cheftrainer: Pál Csernai ( Ungarn) |
| FC Porto         | Zé Beto – João Pinto, Eurico Gomes, António Lima Pereira (35. José Semedo), Augusto Inácio – António Frasco, Quim, Paulo Futre, Jaime Magalhães – Vermelhinho, Fernando Gomes (35. Mito) Cheftrainer: Artur Jorge                        |
| Gelbe Karten     | Manuel Bento – António Frasco, Quim |